# Epinephelus akaara
Epinephelus akaara är en fiskart som först beskrevs av Temminck och Hermann Schlegel 1842.  Epinephelus akaara ingår i släktet Epinephelus och familjen havsabborrfiskar. IUCN kategoriserar arten globalt som starkt hotad. Inga underarter finns listade i Catalogue of Life.